# Cidade Universitária (Rio de Janeiro)
Cidade Universitária é um bairro situado na região administrativa da Ilha do Fundão, na Zona Norte do município do Rio de Janeiro, no Brasil. O bairro ocupa toda a extensão da Ilha do Fundão, e é popularmente conhecido pelo nome da ilha. No bairro, se localizam a reitoria e a maioria das unidades da Universidade Federal do Rio de Janeiro (UFRJ), que ocupam uma área superior a cinco milhões de metros quadrados. 
Importantes empresas e centros de pesquisa compõe o seu parque tecnológico, como FMC Technologies, Halliburton, entre outros. A área total da Cidade Universitária corresponde a 5 238 337,82 metros quadrados, tendo, em 2010, 1 556 moradores. Embora impróprias para banhistas, a ilha possui duas praias: a do Catalão, que margeia a maior parte do leste da ilha; e a do Quartel.

## História
A atual ilha do Fundão foi criada a partir da aplicação de aterro a um arquipélago de oito ilhas durante a construção do câmpus entre 1949 e 1952, sob ordens do presidente Getúlio Vargas (na época, a cidade era compreendida no antigo Distrito Federal). Primitivamente, o arquipélago era formado por três grandes ilhas:
- Ilha do Bom Jesus da Coluna, correspondente hoje à área do Centro de Tecnologia, da Faculdade de Letras e da atual base do Exército Brasileiro;
- Ilha do Fundão, correspondente hoje à área do Hospital Universitário Clementino Fraga Filho;
- Ilha da Sapucaia, correspondente hoje à área da Reitoria, do Parque Tecnológico do Rio e da Vila Residencial. De 1865 a 1940, essa ilha servira como o principal depósito de lixo da cidade.[7]

Além de outras ilhas menores:

Vista aérea da Cidade Universitária do Rio de Janeiro, 1968. Arquivo Nacional.

- Ilha do Catalão, atual Reserva do Catalão, uma reserva ambiental administrada pela UFRJ;
- Ilhas do Baiacu e das Cabras, ambas situadas entre as Ilhas do Fundão e do Catalão;
- Ilhas do Pindaí do Ferreira e o Pindaí do França, ambas situadas entre as ilhas do Fundão e do Bom Jesus da Coluna.

## Parque Tecnológico do Rio
Alguns centros de pesquisa e diversas empresas possuem concessão cedida pela UFRJ para atuarem na Cidade Universitária. Estas instituições, juntas com a universidade, formaram um grande parque tecnológico de alta tecnologia e de referência internacional. Pode-se destacar:
- Centro de Pesquisas Leopoldo Américo Miguez de Mello (CENPES) da Petrobras
- Centro de Pesquisas de Energia Elétrica (CEPEL) da Eletrobrás.

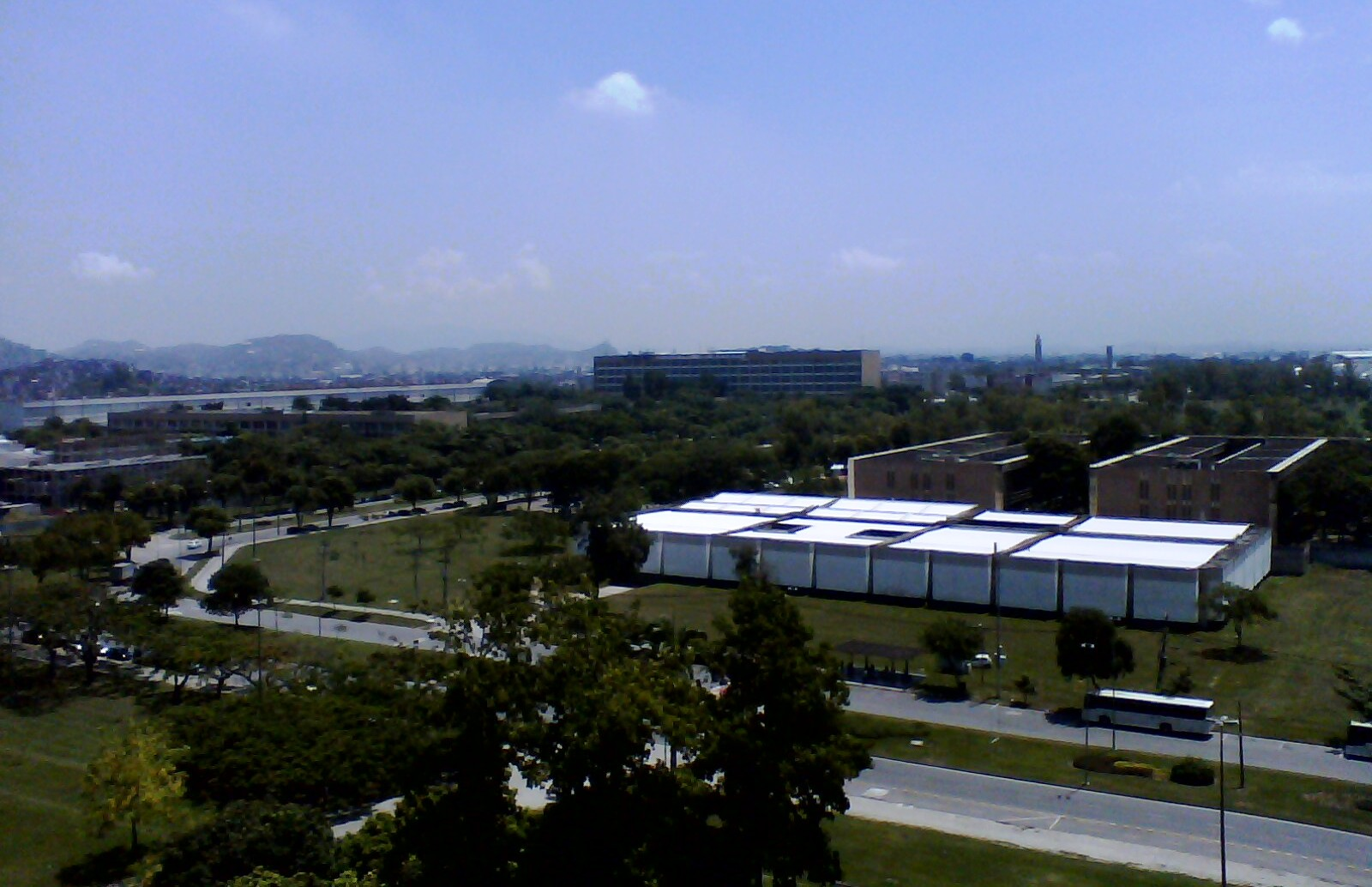
Cidade Universitária do Rio. Em destaque, a Faculdade de Letras (à direita) e o Centro de Tecnologia (à esquerda).

- Centro de Tecnologia Mineral (CETEM) do Ministério da Ciência, Tecnologia e Inovação.
- Centro Brasileiro de Pesquisas Físicas (CBPF) do Ministério da Ciência, Tecnologia e Inovação.
- Centro Tecnológico Global da General Electric (GE).

Há, ainda, a presença dos laboratórios Lab Oceano, Núcleo de Estruturas Oceânicas (NEO), Centro de Excelência em Gás Natural (CEGN), um centro de realidade virtual vinculado ao Laboratório de Métodos Computacionais em Engenharia (Lamce) e o Núcleo de Tecnologias de Recuperação de Ecossistemas (Nutre).
Outras empresas já firmaram parcerias com a universidade para estabelecer centros de pesquisa na ilha, como Usiminas, Schlumberger, IBM, Baker Hughes, FMC Technologies, Repsol, Halliburton, Tenaris Confab e Inovax. Ainda estão sendo abertas licitações para a construção de novos centros de pesquisa. Uma nova fase prevê um grande complexo que abrigará pesquisas de mais de 200 empresas de pequeno e médio porte que agregam alto valor tecnológico. Ainda conta com muitos terrenos vagos, podendo, em um consenso da universidade e da prefeitura, ter novos loteamentos, para se consolidar como um bairro convencional.

## Prédios localizados na Cidade Universitária

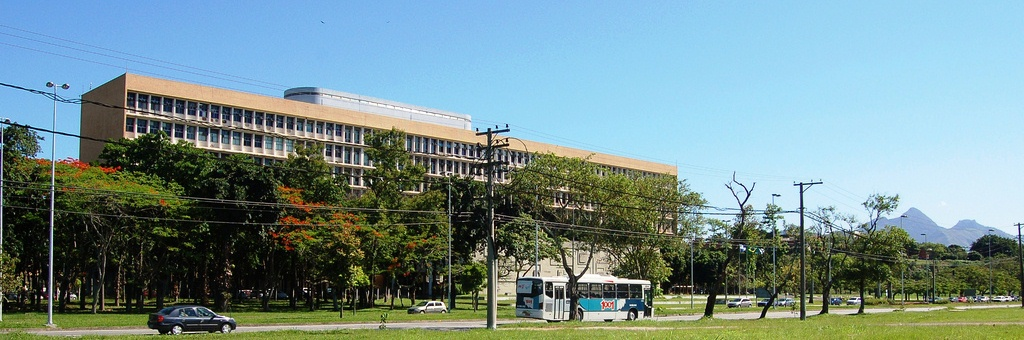
Panorama do prédio da Faculdade de Arquitetura da Universidade Federal do Rio de Janeiro.

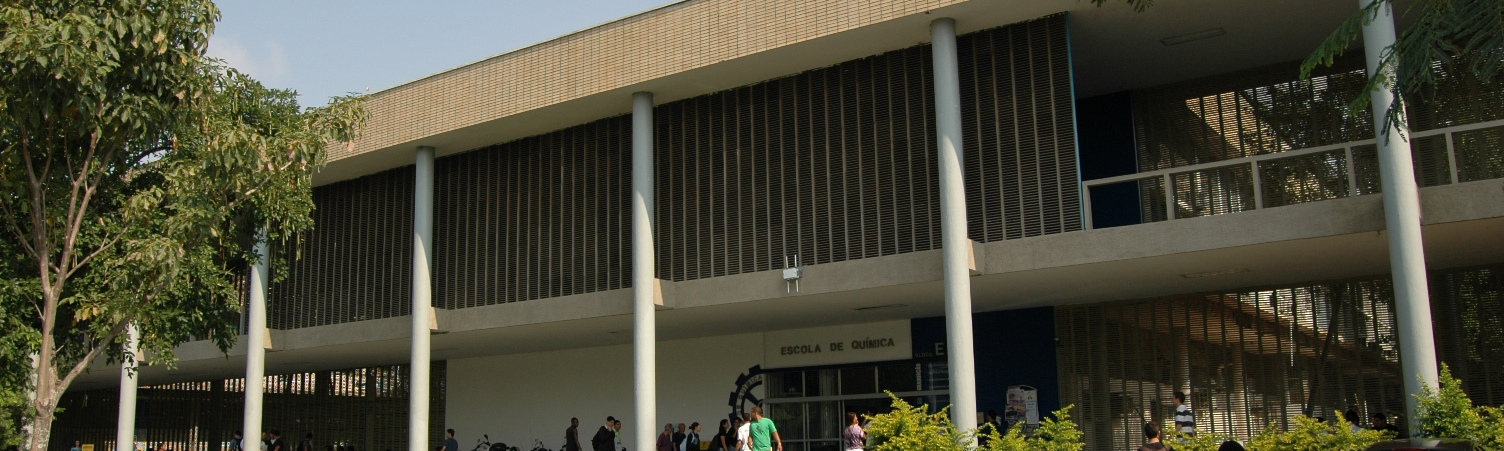
Panorama da Escola de Química, situada no bloco E do Centro de Tecnologia.

## Vila Residencial
A Cidade Universitária comporta um conjunto de habitações sem ligação direta com a Universidade Federal do Rio de Janeiro, agrupadas na forma da Vila Residencial que fica localizada no trecho mais ao sul do bairro.
Originou-se de um assentamento de trabalhadores da construção da Ponte Rio-Niterói no fim dos anos 70. Posteriormente, após o término das obras, a reitoria da UFRJ trabalhou com a realocação de habitantes da época do aterramento da Cidade Universitária e de funcionários da universidade no território que viria a se tornar a Vila Residencial.
A localidade passou e ainda passa por diversos problemas com regularização fundiária por ocupar área de marinha e acrescido de marinha. Muitas casas são alugadas na forma de repúblicas estudantis, hospedarias e unidades de aluguel. 